# 5e cérémonie des prix Feroz
La 5e cérémonie des Prix Feroz (ou Premios Feroz), organisée par l'Asociación de Informadores Cinematográficos de España, se déroule le 22 janvier 2018 à Madrid et récompense les films et séries sortis en 2017.
Le film Été 93 (Estiu 1993) de Carla Simón remporte les prix du meilleur film dramatique, de la meilleure réalisation, du meilleur scénario et du meilleur acteur dans un second rôle,.

## Palmarès

### Cinéma

#### Meilleur film dramatique
- Été 93 (Estiu 1993) de Carla Simón
  - El autor de Manuel Martín Cuenca
  - Handia de Jon Garaño et Aitor Arregi Galdos
  - No sé decir adiós de Lino Escalera
  - Verónica de Paco Plaza

#### Meilleure comédie
- La llamada de Javier Ambrossi et Javier Calvo
  - Abracadabra de Pablo Berger
  - Fe de etarras de Borja Cobeaga
  - Muchos hijos, un mono y un castillo de Gustavo Salmerón
  - Selfie de Víctor García León
  - Tierra firme de Carlos Marques-Marcet

#### Meilleur réalisateur
- Carla Simón pour Été 93 (Estiu 1993)
  - Jon Garaño et Aitor Arregi Galdos pour Handia
  - Isabel Coixet pour The Bookshop
  - Manuel Martín Cuenca pour El autor
  - Paco Plaza pour Verónica

#### Meilleur scénario
- Carla Simón pour Été 93 (Estiu 1993)
  - Alejandro Hernández et Manuel Martín Cuenca pour El autor
  - Fernando Navarro et Paco Plaza pour Verónica
  - Diego San José pour Fe de etarras
  - Pablo Remón pour No sé decir adiós

#### Meilleur acteur
- Javier Gutiérrez pour son rôle dans El autor
  - Santiago Alverú pour son rôle dans Selfie'
  - Javier Cámara pour son rôle dans Fe de etarras
  - Andrés Gertrúdix pour son rôle dans Morir
  - Antonio de la Torre pour son rôle dans Abracadabra

#### Meilleure actrice
- Nathalie Poza pour son rôle dans No sé decir adiós
  - Marian Álvarez pour son rôle dans Morir
  - Laia Artigas pour son rôle dans Été 93 (Estiu 1993)
  - Sandra Escacena pour son rôle dans Verónica
  - Núria Prims pour son rôle dans Incierta gloria
  - Maribel Verdú pour son rôle dans Abracadabra

#### Meilleur acteur dans un second rôle
- David Verdaguer pour son rôle dans Été 93 (Estiu 1993)
  - Bill Nighy pour son rôle dans The Bookshop
  - Jaime Ordóñez pour son rôle dans El bar
  - Oriol Pla pour son rôle dans Incierta gloria
  - Juan Diego pour son rôle dans No sé decir adiós
  - Antonio de la Torre pour son rôle dans El autor

#### Meilleure actrice dans un second rôle
- Adelfa Calvo pour son rôle dans El autor
  - Anna Castillo pour son rôle dans La llamada
  - Belén Cuesta pour son rôle dans La llamada
  - Lola Dueñas pour son rôle dans No sé decir adiós
  - Gracia Olayo pour son rôle dans La llamada

#### Meilleur documentaire
- La Chana de Lucija Stojevic
  - Converso de David Arratibel
  - Esquece Monelos de Angeles Huerta
  - Muchos hijos, un mono y un castillo de Gustavo Salmerón
  - Niñato de Adrián Orr

#### Meilleure musique originale
- Pascal Gaigne pour Handia
  - Eugenio Mira (en) pour Verónica
  - José Luis Perales et Pablo Perales pour El autor
  - Carlos Riera et Joan Valent pour El bar
  - Alfonso de Villalonga pour The Bookshop

#### Meilleure bande annonce
- Alberto Gutiérrez pour La llamada

#### Meilleure affiche
- Iñaki Villuendas pour Handia

### Télévision

#### Meilleure série dramatique
- La zona (saison 1)
  - Le Ministère du temps (saison 3)
  - Estoy vivo (saison 1)
  - La casa de papel (saison 1)
  - Sé quién eres (saison 1)

#### Meilleure série comique
- Vergüenza (saison 1)
  - Allí abajo (saison 3)
  - El fin de la comedia (saison 2)

#### Meilleur acteur
- Javier Gutiérrez pour son rôle dans Vergüenza
  - Eduard Fernández pour son rôle dans La zona
  - Francesc Garrido pour son rôle dans Sé quién eres
  - Álvaro Morte pour son rôle dans La casa de papel
  - Hugo Silva pour son rôle dans Le Ministère du temps

#### Meilleure actrice
- Malena Alterio pour son rôle dans Vergüenza
  - Úrsula Corberó pour son rôle dans La casa de papel
  - Aura Garrido pour son rôle dans Le Ministère du temps
  - Alexandra Jiménez pour son rôle dans La zona
  - Blanca Portillo pour son rôle dans Sé quién eres

#### Meilleur acteur dans un second rôle
- Miguel Rellán pour son rôle dans Vergüenza
  - Jaime Blanch pour son rôle dans Le Ministère du temps
  - Àlex Monner pour son rôle dans Sé quién eres
  - Alejo Sauras pour son rôle dans Estoy vivo
  - Paco Tous pour son rôle dans La casa de papel

#### Meilleure actrice dans un second rôle
- Emma Suárez pour son rôle dans La zona
  - Susana Abaitua pour son rôle dans Sé quién eres
  - Alba Flores pour son rôle dans La casa de papel
  - Cayetana Guillén Cuervo pour son rôle dans Le Ministère du temps
  - Ana Polvorosa pour son rôle dans Les Demoiselles du téléphone (Las chicas del cable)

### Prix Feroz d'honneur
- Verónica Forqué